# Melissant
Melissant est un village situé dans la commune néerlandaise de Goeree-Overflakkee, dans la province de la Hollande-Méridionale. Le 1er janvier 2004, le village comptait 2 230 habitants.

## Histoire
Melissant a été une commune indépendante jusqu'au 1er janvier 1966, date de son rattachement à Dirksland. Melissant avait déjà été rattaché à Dirksland entre 1812 et 1817. Le 19 août 1857, les communes de Roxenisse et Onwaard sont supprimées et rattachées à Melissant.